# غاي بارابينو
غاي بارابينو (17 يناير 1934 – 10 نوفمبر 2017) هو مبارز بالسيف فرنسي راحل، مثّل بلاده في الألعاب الأولمبية الصيفية 1960.

## روابط رياضية
غاي بارابينو على موقع أوليمبيديا (الإنجليزية)